# Krešimir Lončar

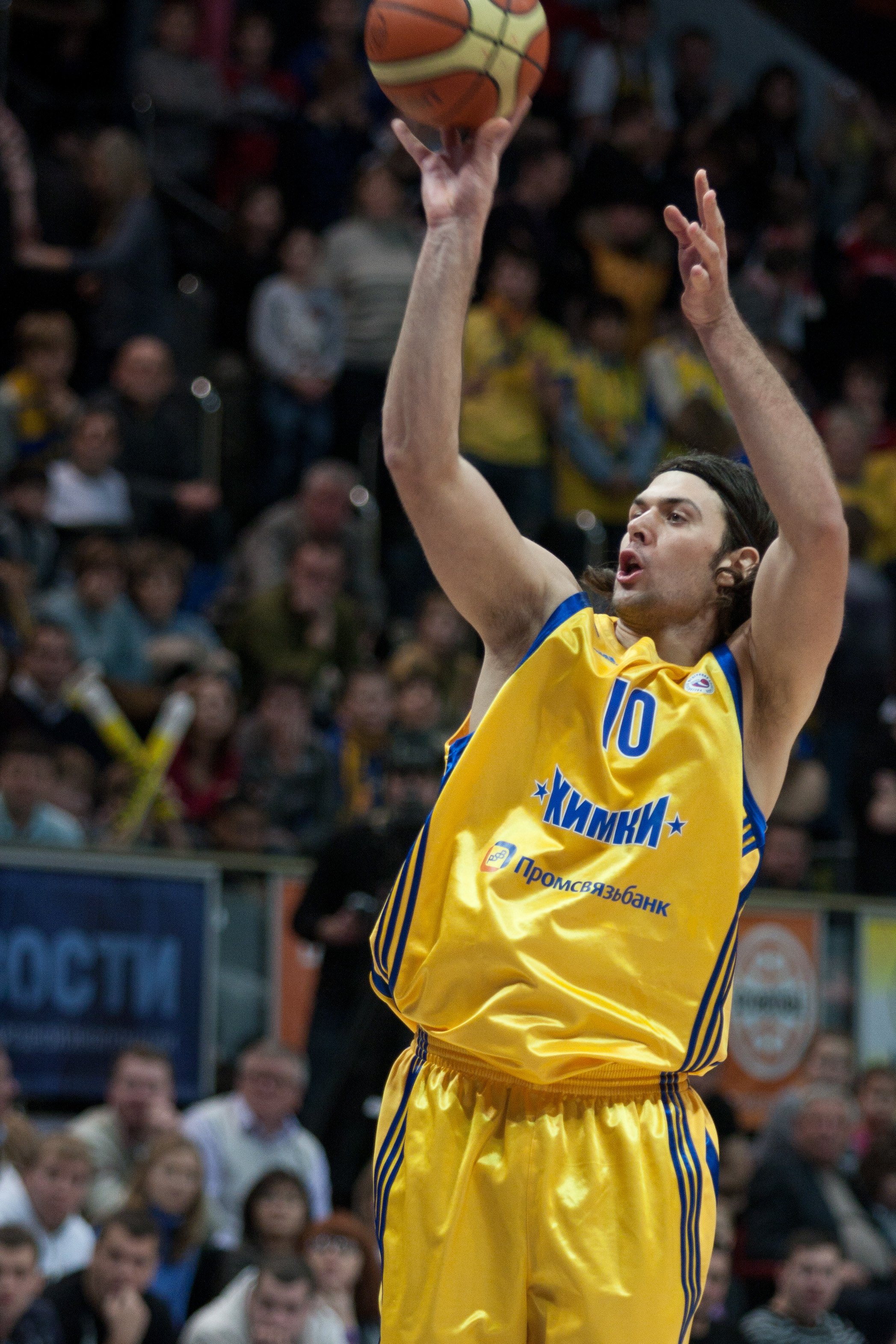
Lončar w barwach Chimek (2011).

Krešimir Lončar (ur. 12 lutego 1983 w Splicie) – chorwacki koszykarz występujący na pozycjach silnego skrzydłowego i środkowego, obecnie zawodnik s.Oliver Würzburg. 
Lončar wygrał z Uniksem Kazań puchar Rosji w 2009 i został wybrany MVP. W sezonie 2009/10 zajął trzecie miejsce w Superlidze z Uniksem. Następnie podpisał dwuletni kontrakt z Chimki Moskwa. W swoim pierwszym sezonie został wybrany do Meczu Gwiazd. W kwietniu 2011 roku wygrał ze swoim zespołem ligę VTB.

## Osiągnięcia
Stan na 8 listopada 2019, na podstawie, o ile nie zaznaczono inaczej.

### Drużynowe
- Mistrz:
  - Eurocup (2012)
  - VTB (2011)
  - Włoch (2003)
  - Ukrainy (2005)
- Wicemistrz:
  - Euroligi (2003)
  - Eurocup (2005)
  - FIBA Europe Cup (2019)
  - VTB (2010)
  - Rosji (2011, 2012)
  - Ukrainy (2006)
- Zdobywca:
  - pucharu:
    - Rosji (2009)
    - Niemiec (2016)

  - superpucharu Włoch (2002)
- Finalista pucharu:
  - Ukrainy (2006)
  - Rosji (2010)

### Indywidualne
- MVP Pucharu Rosji (2009)
- Uczestnik meczu gwiazd:
  - Eurochallenge (2005–2008)
  - ligi rosyjskiej (2011)[7]

### Reprezentacja
- Wicemistrz:
  - Europy U–18 (1998, 2000)
  - świata U–21 (2001)
- Uczestnik:
  - igrzysk olimpijskich (2008 – 6. miejsce)
  - mistrzostw świata (2010 – 14. miejsce)
  - mistrzostw Europy:
    - 2009 – 6. miejsce
    - U–16 (1997 – 8. miejsce, 1999 – 9. miejsce)
    - U–18 (1998, 2000)
    - U–20 (2002 – 8. miejsce)
    - turnieju Alberta Schweitzera (2000)
- Lider mistrzostw Europy U–16 w zbiórkach (1999)